# Ledoño
Ledoño (llamada oficialmente San Pedro de Ledoño) es una parroquia y una aldea española del municipio de Culleredo, en la provincia de La Coruña, Galicia.

## Geografía
Pequeña parroquia localizada en el fondo del fértil y llano valle regado por el río Valiñas, afluente del Mero (río que forma la Ría del Burgo). Se sitúa, por lo tanto, en la parte más alta y profunda del valle de Culleredo (que ostenta aquí el nombre de valle de Veiga), si bien la altitud a la que se encuentra la parroquia es de solo 40 metros.
Las vías de comunicación son, la carretera que une Vilaboa con la capital municipal y que continúa hasta Peiro de Arriba (Celas de Peiro); la AC-523, situada al sur de la parroquia, que une la A-6 con Meirama, Cerceda; y la autopista A-6 (La Coruña-Madrid), al norte. Recientemente desapareció el ferrocarril, con recorrido entre La Coruña y Santiago de Compostela, pero se está rumoreando que se recuperarán las vías para el transporte de mercancías.

## Entidades de población
Entidades de población que forman parte de la parroquia:
- A Carabela
- Currás
- Fontaíñas
- Ledoño
- O Monte do Couso
- Santa Marta

## Demografía
Gráfica demográfica de la aldea de Ledoño y de la parroquia de San Pedro de Ledoño según el INE español:
| Gráfica de evolución demográfica de Ledoño entre 2000 y 2022 |
|                                                              |
| Datos según el nomenclátor publicado por el INE.             |

## Economía
La mayoría de los vecinos de Ledoño tienen sus ocupaciones fuera de la parroquia, y los que trabajan allí, lo hacen, en inmensa mayoría, dedicados a la tierra. Sin embargo, desde la construcción del Centro Logístico de Transportes de Culleredo, algunos habitantes trabajan en otros sectores diferentes al primario, y sin salir del lugar.

## Festividades
Ledoño celebra sus fiestas en honor de San Pedro, su patrón, y de la Virgen del Carmen, el primer fin de semana después del 16 de julio, el propio día de la festividad.